# Martin Liljeblad
Martin Salomon Liljeblad, född Mårtensson 8 juni 1877 i öländska Risinge i Mörbylånga socken, död 1951, var en svensk präst, spiritist och författare.
Liljeblad växte upp på Öland, där han tidigt kom att bli en uppskattad predikant och föreläsare och även genom åren som skicklig skytt vann flera priser vid skyttetävlingar (vilket han också skrev om i skriften Skytterörelsen och söndagsskjutningar 1911 under pseudonymen Almar). 17 år gammal inledde han studierna vid Fjellstedtska skolan i Uppsala och fortsatte med teologiska universitetsstudier. Hans föräldrar, rättaren Petter Mårtensson och hustrun Ingrid, var utflyttade från Skåne, och dit flyttade sedan Liljeblad för att bli präst i Helsingborg, där han kom att stanna och 1929 valdes till  stadskomminister i Sankta Maria kyrka. Han skrev också under sitt liv ett stort antal böcker och skrifter om teologiska och andra samhällsfrågor, bland annat den mycket efterfrågade Landtlifvet, det bästa och härligaste lif på jorden, som från 1907 såldes i över 90 000 exemplar och läroböcker för religionsundervisning.

## Spiritistisk verksamhet
Med tiden blev han dock i mångas ögon en alltmer kontroversiell person, som utvecklade ett brinnande intresse för spiritismen och arrangerade regelbundna seanser för allmänheten vid sidan av prästtjänsten, något som inte hörde till vanligheterna, och vid seanser i slutet av 1930-talet sades han inför en talrik deltagarskara fått kontakter med ett antal mycket namnkunniga avlidna personligheter såsom till exempel Martin Luther, Hjalmar Branting, Bjørnstjerne Bjørnson, Sadhu Sundar Singh, Gösta Ekman d.ä. och ett antal äldre präster och biskopar. Om dessa kommunikationer skrev han i ett flertal böcker, såsom Mina möten med ljusets vänner - eller Där gränsen går mot det okända (1939), Brev från andevänner (1941), Trance-tal vid 3 seancer i Hälsingborg i september 1943 (1943) och Verbalinspiration - vad är Guds ord i Bibeln? (1945). 

## Kontroverser
Vid ett par seanser i Helsingborg respektive Köpenhamn meddelades det att deltagarna och åskådarna skulle ha uppfattat ett uppenbarelse-fenomen av en kvinna, som fotograferades och då igenkändes och utgav sig för att vara den förra belgiska drottningen Astrid av Sverige. Detta väckte stor uppståndelse och omskrevs i dagspressen följt av anklagelser om att det hela skulle vara ett bedrägeri, vilket Liljeblad bestämt tillbakavisade och redogjorde för i ett antal försvarsskrifter, såsom Drottning Astrids fotografi är äkta (1943). Vid samma tid fick han dessutom kontakt bland annat med den gamle danske biskopen och psalmförfattaren Thomas Kingo, som förmedlade en samling nya psalmer, som utgavs i boken Psalmer av biskop Kingo (1944), och dessutom den svenske ärkebiskopen och mottagaren av Nobels fredspris Nathan Söderblom, som sades vilja förmedla viktiga meddelanden inför ett nytt andra världskrig, publicerade bland annat i böckerna Nathan Söderbloms teologiska automatartiklar (1942) och Nathan Söderbloms långfredagspredikningar 1942 (1942).
Allt detta väckte stor förvirring och uppståndelse och Liljeblad polisanmäldes och ställdes 1939 inför rätta vid Domkapitlet i Lunds stift, underkastades en resultatlös sinnesundersökning och dömdes till två månaders suspension från sin prästtjänst i ett unikt domslut, som Liljeblad ingående beskriver det hela i försvarsskriften Är Liljeblad dömd oskyldig? (1940), då inga som helst bevis kunde framvisas mot författaren vid någon av åtalspunkterna. Han fortsatte sedan sin kamp mot bland annat Medicinalstyrelsen för rätten till en fri användning av alternativa medicinska behandlingsmetoder, återgivet i skriften Vi vilja bli friska utan hinder av Kungl. Medicinalstyrelsen (1942).